# José Francisco Ulloa
José Francisco Ulloa Rojas nació en Cartago, el 1 de octubre de 1940. Ingresó al Seminario Menor en el año 1959. El 19 de diciembre de 1964 fue ordenado sacerdote por Monseñor Carlos Humberto Rodríguez  Quirós. Fue elegido Primer Obispo de la Diócesis de Limón, el 30 de diciembre de 1994 y primer obispo de la Diócesis de Cartago.

## Experiencia pastoral
De 1967 a 1971, después de terminar estudios de Sociología Pastoral en Roma, trabaja en el Movimiento Internacional "Por un Mundo Mejor". Fue asimismo for mador en el Seminario Central (1971-1992), vicario pastoral de la Arquidiócesis de San José (1974-1976), rector del Seminario Central (1982-1992), Presidente de la Organización de Seminarios Latinoamericanos (OSLAM)(1989-1991. En octubre de 1992 fue invitado por S.S. Juan Pablo II a participar como representante del clero, en la Cuarta Conferencia General del Episcopado Latinoamericano en Santo Domingo, República Dominicana.
El 22 de febrero de 1995 recibe su Ordenación Episcopal, en la Fiesta de la Cátedra de San Pedro, de manos del Nuncio Apostólico, Giacinto Berloco. Toma posesión de su Sede, en la Ciudad de Limón. El 22 de mayo de 2005, Benedicto XVI erigió la Diócesis de Cartago y nombró como obispo de la misma a Monseñor Ulloa. La Diócesis cartaginesa surgió de la división territorial de la Arquidiócesis de San José y de parte de la Diócesis de Limón. Ulloa ostenta actualmente el cargo de vicepresidente de la CECOR.

## Acusaciones de corrupción
Mons. Ulloa fue acusado administración fraudulenta por una empresaria suiza, Ana Moscarelli. La Sra. Moscarelli había recibido varios préstamo de compañías establecidas por la Iglesia Católica costarricenses, por un total de $ US 3 millones. Moscarelli dio como garantía las acciones que ella poseía de un grupo de empresas llamado Grupo Papagayo. Moscarelli estima que el valor de estas acciones se elevaba a US $ 30 millones. De acuerdo con las denuncias de Moscarelli, los funcionarios de la empresa acreedora, propiedad de la iglesia le pidieron negociar con Monseñor Ulloa, a efectos de que ella pudiera proceder con la liquidación del crédito. A pesar de ello, las autoridades procedieron a liquidar las acciones otorgadas en garantía. Moscarelli demandó a Ulloa por el delito de administración fraudulenta, así como a otras personas vinculadas a la iglesia en Costa Rica.
Moscarelli afirmó que las empresas de la iglesia habían recibido dinero de Geovanni Bondaz, un político italiano acusado de corrupción. La Superintendencia General de Entidades Financieras de costa Rica (SUGEF) abrió una investigación en relación con las informaciones aportadas por Moscarelli. El informe de la investigación de dicha encuesta (292 páginas) concluyó que había pruebas de la existencia de la administración financiera ilegal. El Superintendente, Oscar Rodríguez Ulloa presentó una acusación formal en contra de la Conferencia Episcopal de Costa Rica . La Nación, un diario costarricense reveló el 20 de junio de 2010, que Servicios Pastorales S.A., empresa que fue dirigida durante varios años por Mons Ulloa, prestó US 6,2 millones al empresario costarricense Calixto Chávez. Las revelaciones periodísticas reforzaron la percepción de que la iglesia costarricense, por medio de empresas de su propiedad (una de las cuales fue dirigida por Mons. Ulloa) podría haber estado vinculada con actividades de intermediación financiera ilegal.

## Condena del Tribunal Supremo de Elecciones (TSE)
En mayo de 2010, Monseñor Ulloa fue condenado por el Tribunal Supremo de Elecciones, a causa de su llamado (durante un acto litúrgico) a los creyentes católicos a no votar por políticos costarricenses que en su opinión no compartían la docttrina católica. Costa Rica se encontraba en el momento de las declaraciones Ulloa (septiembre de 2009) en medio de una campaña electoral (las elecciones se celebraron en febrero de 2010 y fueron ganadas por Laura Chinchilla, muy cercana a Ulloa, quien la declaró, poco después de las elecciones como "hija predilecta de la Virgen María" Según informes de prensa, Ulloa hacía referencia en su intervención a ciertos  proyectos de ley que se estaban debatiendo en la Asamblea Legislativa, los cuales pretendían eliminar el requisito de que ciertos funcionarios públicos jurasen en nombre de Dios al momento de asumir sus cargos y separar la religión católica del Estado. La iniciativa legislativa no prosperó. De acuerdo con el TSE, Ulloa había irrespetado el artículo 28 de la Constitución Política, que prohíbe al clero intervenir en política, si invoca para ello  invocando razones religiosas  (enlace roto disponible en Internet Archive; véase el historial, la primera versión y la última).

## Sucesión
| Predecesor: Mons. Alfonso Coto Monge | I Obispo de la Diócesis de Limón 30 de diciembre de 1994 - 24 de mayo de 2005 | Sucesor: Mons. José Rafael Quirós Quirós   |
| Predecesor: Territorio no definido   | I Obispo de la Diócesis de Cartago 24 de mayo de 2005 - 4 de marzo de 2017    | Sucesor: Mons. Mario Enrique Quirós Quirós |